# Rocabertí (llinatge)

Armes heràldiques dels Rocabertí

Els Rocabertí foren un llinatge noble català amb dominis feudals situats sobretot a l'Empordà. Casa pairal: el castell roquer de Rocabertí, a la Jonquera, i des de mitjan segle xiii, el castell de Peralada, tots dos a l'Alt Empordà. Armes heràldiques: de gules, tres pals d'or carregats cadascun de tres rocs d'atzur. Actualment, a la comarca empordanesa, la pronúncia popular del nom del llinatge és plana («Rocaberti»).

## Línia troncal

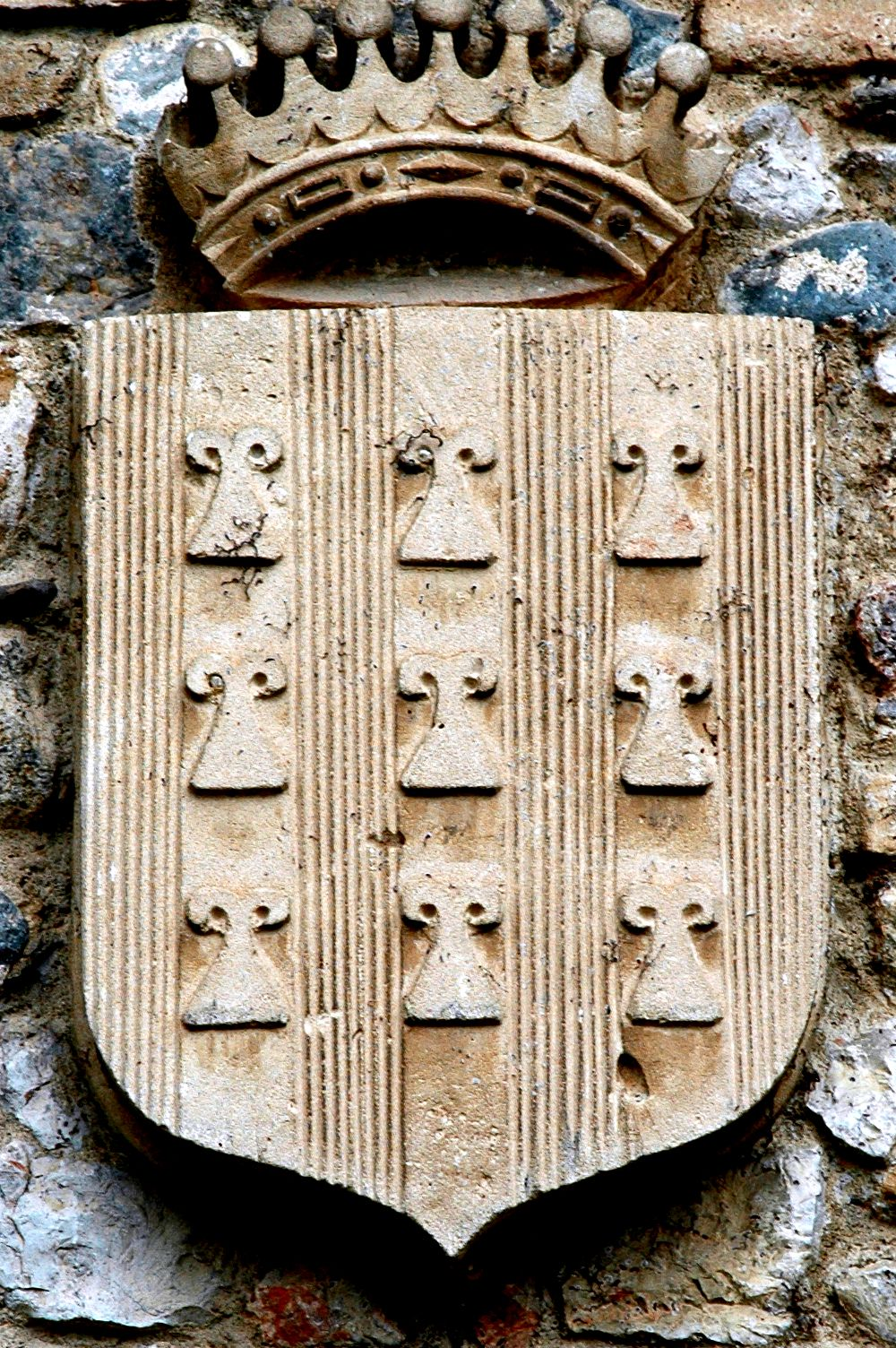
Escut dels Rocabertí al castell de Peralada, ja amb la corona comtal

Deixant de banda el llegendari de la família (que remuntava els seus orígens als reis merovingis), els primers individus documentats del llinatge són de finals del segle x, ja fent ús dels poders de vescomte de Peralada, títol que aviat convertiren en vescomte de Rocabertí. Encara en vida del seu pare Jofre III, Dalmau VI de Rocabertí (1282-1304) adquirí de la seva dona la vila de Peralada (1256) i tot seguit la família hi instal·là la capital dels seus dominis.
El 1599 el rei Felip III atorgà a Francesc Jofre I de Rocabertí i de Pacs (1592-1634), i als seus descendents, el títol de comte de Peralada, al qual fou posteriorment (1703) annexada la grandesa d'Espanya. El 1645 el rei Felip IV creà el títol de marquès d'Anglesola per a Ramon Dalmau I de Rocabertí i de Safortesa (1644-1663) i els seus descendents, en agraïment per la fidelitat del vescomte a la monarquia durant la Guerra dels Segadors.
Extinta poc després de 1672. L'herència passà als Rocafull, comtes d'Albatera, als Boixadors, comtes de Savallà (1728) i, més tard, als Dameto, marquesos de Bellpuig (1862), tots els quals empraren en primer lloc el cognom Rocabertí. Extints també aquests últims (1899), els títols passaren als Sureda, als Fortuny (1912) i, finalment, als Montaner (1973), tots ells mallorquins.
Enterraments familiars al monestir de Vilabertran (capella dels Rocabertí) i al convent del Carme de Peralada, entre altres llocs.

## Línies secundàries
- Línia dels barons de Cabrenys (s. XIV–1589).
  - Branca dels barons de Sant Mori (s. XV–vers 1545). Heretats pels Cardona (Cardona-Rocabertí).
- Línia dels barons de Verges (s. XV–1510).
- Línia dels barons de Sant Llorenç de la Muga (s. XV–1562). Heretats per la línia troncal.
- Línia dels barons de Pau, cognomenats Rocabertí-Pau-Bellera (s. XVI–1757). Heretats pels Cruïlles-Sitjar.
  - Branca dels marquesos d'Argençola (s. XVII–1755). Heretats pels Pinelli.
- Línia dels barons de Montbui, cognomenats Rocabertí-Tagamanent (s. XVI–vers 1710). Heretats pels Pinós.

## Personatges
Exclosos els titulars del vescomtat de Rocabertí i del comtat de Peralada (vegeu els articles corresponents).
De la línia troncal i descendents d'aquesta:
- Antoni de Rocabertí-Boixadors Dameto i de Verí (1831–1887)
- Joana de Rocabertí i de Fenollet (morta el 1416)
- Dalmau Climent de Rocabertí (segona meitat del segle xv)
- Martí Joan de Rocabertí (mort el 1465)
- Pere de Rocabertí, bisbe de Girona
- Guillem de Rocabertí arquebisbe de Tarragona

De les línies secundàries:
- Guillem Galceran de Rocabertí i de Serrallonga (s. XIV–1385)
- Guerau Galceran de Rocabertí i d'Arborea (s. XIV–1425)
- Guillem Hug de Rocabertí i d'Arborea (mort abans de 1428)
- Bernat Hug de Rocabertí i d'Erill (vers 1420–1485)
- Dalmau de Rocabertí i d'Erill (mort el 1479)
- Pere de Rocabertí i d'Erill (mort abans de 1490)
- Joana de Rocabertí i d'Erill (s. XV)
- Guerau de Rocabertí i de Cervelló (mort el 1497)
- Benet Rocabertí, (?-1684), abat de Sant Pere de Camprodon.

## Patrimoni
El patrimoni primitiu de la família sembla que comprenia, a més del castell de Rocabertí (la Jonquera, Alt Empordà), les poblacions de Darnius, Agullana, Terrades, les Escaules, Cantallops, Campmany, Sant Climent Sescebes, Masarac i Espolla, a l'Empordà, i Morellàs i la Bellaguarda, al Vallespir.
Els Rocabertí adquiriren, durant el segle xiii, la baronia de Navata, Peralada (1256), les baronies de Vilademuls i Sant Llorenç de la Muga, la força de Bassegoda (1272) i, segurament, la Jonquera. En el segle xiv hi afegiren la baronia de Cabrenys (abans de 1324) i les senyories de Serrallonga, Maçanet, Hostoles, Reiners i Rocacorba; i, durant el segle xv, la baronia de Verges (amb la Tallada i Bellcaire), la vila de Vinçà (Conflent), el castell de Requesens (1418) i les baronies de Sant Mori, a l'Empordà (després de 1428), i de Maella, al Matarranya (1471). En aquesta època també exercien jurisdicció sobre les poblacions de Llers, Cabanes, Vilarnadal, Vilatenim, Vilabertran, Palol de Vila-sacra, Camallera i Santa Llogaia del Terri. Enllaços posteriors afegiren encara nous dominis (baronies de Vallmoll i d'Anglesola, etc.).

## Documentació
A la mort de Joana-Adelaida de Rocabertí (1899), la documentació històrica de la nissaga dels Rocabertí, fins llavors conservada al castell de Peralada, fou heretada, juntament amb el patrimoni de la família (però no els títols), pel seu parent mallorquí Ferran Truyols i Despuig, marquès de la Torre. El 1923, en vendre's el patrimoni empordanès, fou traslladada a Mallorca (a la residència de Son Vida, després al palau de Cal Marquès de la Torre i més tard a altres llocs de Palma), fins que el 2005 fou adquirida pel Consell Insular de Mallorca i ingressada a l'Arxiu del Regne de Mallorca, unint-se així a la que hi havia estat dipositada el 1972 per Jordi Truyols i Dezcallar.